# Alexandre Dias Paradeda
Alexandre Dias Paradeda, también conocido como Xandi o Careca, nacido el 24 de noviembre de 1972 en Porto Alegre (Brasil), es un regatista que ha competido con Brasil en los Juegos Olímpicos, los Juegos Panamericanos, los Juegos Suramericanos, los campeonatos del mundo de la clase Snipe y los campeonatos del mundo de la clase 470.

## Campeonatos nacionales
Su primer éxito deportivo llegó en 1987, al proclamarse campeón de Brasil de la clase Optimist. Al poco tiempo, en 1992, volvió a ganar otro campeonato nacional, esta vez en la clase Snipe, repitiendo en 1995, 1996, 1997, 1998, 2001, 2004, 2011, 2014, 2015, 2017, 2018 y 2019.
En la clase 470 ganó el campeonato nacional de Brasil en nueve ocasiones (1996, 1997, 1998, 2000, 2001, 2002, 2003, 2005, y 2006). 

## Campeonatos continentales
En 1991 logró su primer campeonato de América del Sur en la clase 470, revalidando el título en 1996, 1999, 2000 y 2004; y en 1992 su primer campeonato de América del Sur de la clase Snipe como tripulante de su padre, Marco A. Paradeda. Ya como patrón, lo volvería a ganar en 1995, 2009 y 2014. En 1996 ganó el suramericano de Europe y en 2002 el de Soling.

## Campeonatos de hemisferio
Ganó el Campeonato del Hemisferio Occidental y Oriente de la clase Snipe en 2004, fue segundo en 1992, 2002 y 2008; y tercero en 2006 y 2016.

## Campeonatos mundiales
Compitió en el campeonato Mundial de 470 en 1997 en Tel Aviv, en 1998 en Mallorca, en 2002 en Cagliari, en 2003 en Cádiz, y en 2004 en Zadar. 
Su mayor logro llegaría en 2001, al proclamarse campeón del mundo de la clase Snipe. En 1997, 2011, 2019 y 2022 fue segundo; y en 2013 tercero.

## Juegos Olímpicos
- 26º en Sídney 2000 (470)
- 8º en Atenas 2004 (470)

## Juegos Panamericanos
- 4º en Mar del Plata 1995 (Snipe)
- 2º en Winnipeg 1999 (Snipe)
- 1º en Río de Janeiro 2007 (Snipe)
- 6º en Toronto 2015 (Snipe)

## Juegos Suramericanos
- 1º en Santiago 2014 (Snipe)